# Tapa de moda
Tapa de moda es un ensayo filtrado o demo de la banda de rock pop Biónica Electrónica, posteriormente Tan Biónica. Fue grabado en el año 2001, aproximadamente. Incluye 12 canciones propias y una versión de «Más loca que yo» de Turf.
Este álbum fue grabado cuando la banda se llamaba Bionica Electrónica, y tiene un sonido más experimental y simple en comparación con sus producciones posteriores, ya que no fue grabado profesionalmente. Al no haber sido comercializado de manera oficial, cuando la banda decidió llamarse Tan Biónica, este álbum fue dejado de lado y de cierta forma olvidado, aunque algunas canciones luego fueron regrabadas en los álbumes Canciones del huracán y Wonderful noches.
Actualmente el álbum puede encontrarse fácilmente en distintas páginas como Youtube ya que muchos fanáticos de la banda se han encargado de mantener vivo este trabajo. Sin embargo, nunca fue lanzado ni comercializado por la banda de manera oficial, por lo que no aparece en plataformas como Spotify.

## Lista de canciones
| N.º | Título                  |
| --- | ----------------------- |
| 1   | Búscame                 |
| 2   | Tapa de Moda            |
| 3   | Adolescente Incoherente |
| 4   | Bye Bye                 |
| 5   | Estrella                |
| 6   | Suerte                  |
| 7   | Teléfonos               |
| 8   | Vivo por Encontrarte    |
| 9   | Chica Biónica           |
| 10  | Más Loca que Yo         |
| 11  | Días Hermosos           |
| 12  | Nací en Primavera       |
| 13  | Boquitas Pintadas       |

## Reediciones
Algunas canciones de este demo fueron reeditadas para ser usadas en los discos Wonderful Noches y Canciones del huracán
- Boquitas pintadas tiene un estribillo que hace referencia al título de la canción. Éste fue extraído y utilizado en la canción "Lunita de Tucumán" (Canciones del Huracán).
- Bye Bye fue reeditada, conservando el mismo nombre. (Canciones del Huracán).
- Chica biónica fue reeditada, conservando el mismo nombre. (Canciones del Huracán).
- Nací en la Primavera fue reeditada, conservando el mismo nombre (Canciones del Huracán).
- Tapa de moda fue reeditada, conservando el mismo nombre (Canciones del Huracán).
- Teléfonos fue reeditada, conservando el mismo nombre (Wonderful Noches).
- Vivo por encontrarte fue reeditada como "Vidas Perfectas" (Canciones de Huracán).

- Datos: Q6138765